# Lézard (constellation)
Lacerta
Pour les articles homonymes, voir lézard (homonymie).
Le Lézard est une petite constellation de l'hémisphère nord, située entre Andromède, Cassiopée et le Cygne.

## Histoire
La constellation du Lézard fut nommée par Johannes Hevelius en 1687 pour combler une région du ciel pauvre en étoiles brillantes. Son nom provient visiblement de la forme en zigzag décrite par ses étoiles les plus lumineuses.
Avant Hevelius, l'astronome Augustin Royer créa la constellation du Sceptre (ou de la Main de Justice) au même endroit afin de rendre hommage au roi de France Louis XIV. Cette appellation, purement courtisane, ne prit pas racine.
Il existe une légende grecque liée à Déméter où cette dernière recherche sa fille Perséphone. Le roi Céléos lui offre alors l'hospitalité. Mais alors qu'elle est en train de manger, le fils du roi lui fait une remarque insultante, et Démeter le change en lézard.

## Observation des étoiles

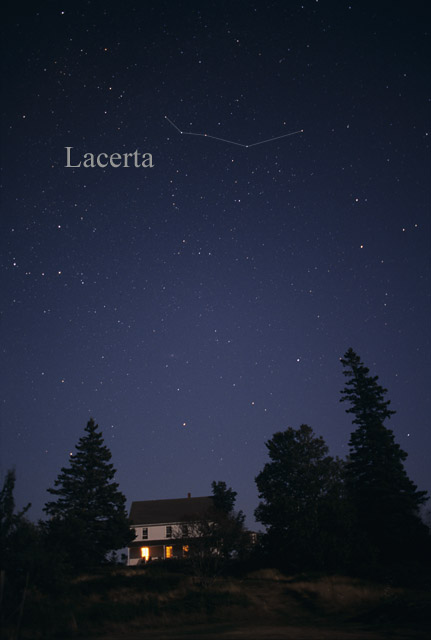
Constellation du Lézard.

Visibilité nocturne de la constellation.

Sa forme est assez ramassée, mais les étoiles qui la constituent sont faibles (mag 4). Il faut donc des conditions de visibilité assez bonnes pour la deviner.
- La constellation se situe au Sud de l'axe Cassiopée - Deneb du Cygne.
- La constellation se trouve dans le prolongement de la chaîne d'Andromède, et la limite entre ces deux groupes n'est pas très facile à établir.

## Étoiles principales

### α Lacertae
α Lacertae, l'étoile la plus brillante de la constellation, n'atteint que la magnitude apparente 3,76. C'est une étoile blanche deux fois plus grande que le Soleil, mais 25 fois plus lumineuse, tournant sur elle-même en seulement 17 heures.

### Autres étoiles
Les autres étoiles de la constellation sont toutes peu lumineuses. β Lacertae, une étoile géante de type G, n'est que de magnitude 4,42. 10 Lacertae est l'une des rares étoiles bleues de la séquence principale qui soit visible à l’œil nu, avec une magnitude de 4,88.

### Novas
Il y eut entre 1910 et 1950 trois novas dans cette constellation : Nova Lacertae 1910, 1936 et 1950.

## Objets célestes
Du fait de sa petite taille, la constellation du Lézard est assez pauvre en objets célestes. On y trouve cependant deux amas ouverts, NGC 7243 et NGC 7209, le premier ayant une magnitude apparente de 6,4, le rendant observable avec une paire de jumelles.
On y trouve également quelques galaxies, la plus brillante étant NGC 7223, une galaxie spirale d'une magnitude apparente de 12,2 seulement. Notons aussi NGC 7250, une galaxie irrégulière et la galaxie active BL Lacertae.